# Иммунопреципитация
Иммунопреципита́ция — метод выделения белка из сложных смесей, таких как клеточные лизаты, сыворотки и тканевые гомогенаты, при помощи специфичных к белку антител. Иммунопреципитация позволяет детектировать изменения экспрессии белка, характеризовать белки, с которыми исследуемый белок образует комплекс, выявлять сайты связывания белка с нуклеиновыми кислотами.

## Методология
При проведении иммунопреципитации антитела связывают на микрогранулах. Чаще всего используются микрогранулы из агарозы. Также могут быть использованы микрогранулы, обладающие магнитными свойствами. При помощи магнита магнитные микрогранулы, несущие комплексы антиген-антитело, могут быть удержаны в пробирке во время удаления из неё не связавшихся с антителом компонентов образца.
В зависимости от способа связывания антител на микрогранулах, различают три технологии иммунопреципитации. В классической технологии применяются микрогранулы, покрытые белком A или белком G. Белок A, как и белок G, может связываться с Fc-областью широкого спектра антител. Антитело, специфичное к выделяемому белку, инкубируют со смесью, из которой планируют выделить данный белок. После образования комплекса выделяемого белка (антигена) с антителом в смесь вводят микрогранулы, покрытые белком A или белком G. Комплексы антиген-антитело связываются на микрогранулах. При помощи центрифугирования и промывки, микрогранулы со связанными комплексами антиген-антитело отделяют от смеси. Антиген и антитело элюируют с микрогранул. Иногда в смесь вводят микрогранулы, с которыми были предварительно связаны антитела. Основной недостаток классической технологии заключается в том, что при элюции выделяемого белка с микрочастицы антитело также будет снято с микрочастицы. В результате, выделяемый белок будет загрязнен, и антитела нельзя будет использовать повторно.
Загрязнения выделяемого белка и потери антител можно избежать путём иммобилизации антител на микрочастице. Существует две технологии: иммобилизация за счёт ковалентной сшивки антитела и белка A или белка G, расположенного на поверхности микрочастицы, и иммобилизация за счёт образования ковалентной связи между антителом и материалом микрочастицы. Эти технологии также имеют свои недостатки. Недостаток ковалентной сшивки антитела и белка A или белка G заключается в том, что сшивающий реагент может образовывать ковалентные связи в произвольных участках антитела, повреждая активный центр, и, как следствие, антитело теряет способность связывать антиген. Недостаток ковалентной сшивки антитела и материала микрочастицы состоит в том, что, в отличие от технологий с использованием белка A или белка G, произвольный участок антитела свяжется с микрочастицей, что может привести к потере способности антитела связывать антиген.
В ситуации, когда антитела к выделяемому белку недоступны, к нему, с использованием генно-инженерных методов, может быть пришит тег (например, FLAG-тэг), к которому антитела доступны.
К достоинствам иммунопреципитации стоит отнести то, что в этом методе антигены взаимодействуют с антителами в их нативной конформации для дальнейшего разделения и количественного анализа. Более того, метод иммунопреципитации позволяет концентрировать белок. Недостаток метода состоит в том, что для эффективного обнаружения белок должен быть радиоактивно мечен.

## Разновидности иммунопреципитации

### Ко-иммунопреципитация
Ко-иммунопреципитация (Co-IP) — это иммунопреципитация целого белкового комплекса, которая основана на использовании антитела, специфичного к одному из белков, входящих в состав комплекса. Связывая этот белок, антитело связывает весь комплекс. В результате появляется возможность идентифицировать все белки, входящие в состав комплекса.

### Иммунопреципитация хроматина
Иммунопреципитация хроматина (ChIP) — метод нахождения сайтов связывания исследуемого ДНК-связывающего белка в геноме. Для этого ДНК выделяют из клетки и режут на небольшие фрагменты, а затем проводят иммунопреципитацию, используя антитела к исследуемому ДНК-связывающему белку. В результате с антителами связываются комплексы, состоящие из исследуемого ДНК-связывающего белка и фрагмента ДНК. Такие фрагменты ДНК и есть сайты связывания исследуемого ДНК-связывающего белка в геноме. Для чтения нуклеотидной последовательности данных фрагментов ДНК используют ДНК-микрочипы (ChIP-on-chip) или современные методы секвенирования (ChIP-seq).

### Иммунопреципитация РНК
Иммунопреципитация РНК (RIP) — метод, позволяющий идентифицировать молекулы РНК, взаимодействующие с исследуемым РНК-связывающим белком, и определять сайты связывания исследуемого белка с молекулами РНК. Процедура иммунопреципитации РНК аналогична иммунопреципитации хроматина. Для чтения нуклеотидной последовательности выделенных фрагментов РНК используют ДНК-микрочипы, предварительно получив комплементарные выделенным фрагментам молекулы ДНК (RIP-chip), или современные методы секвенирования (RIP-seq).